# Benteng (Tanjung Sakti Pumi)
Benteng is een bestuurslaag in het regentschap Lahat van de provincie Zuid-Sumatra, Indonesië. Benteng telt 507 inwoners (volkstelling 2010).